# Rosyjski kosmizm

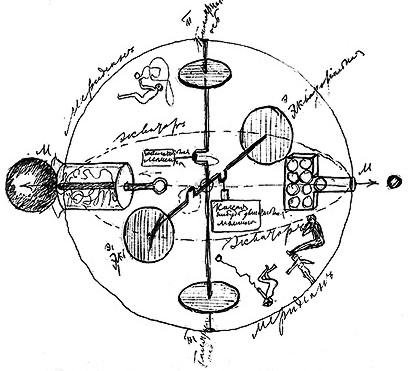
Projekt statku kosmicznego Konstantina Ciołkowskiego (1883)

Rosyjski kosmizm (ros. русский космизм) – ruch intelektualny i kulturowy, który pojawił się w Rosji na przełomie XIX i XX wieku. Zorientowany był na zbadanie szeroko rozumianej relacji między człowiekiem a wszechświatem. Centralną kategorią tego typu filozofii jest pojęcie kosmosu – pewnej wyższej, rozumnej, wszechogarniającej rzeczywistości.

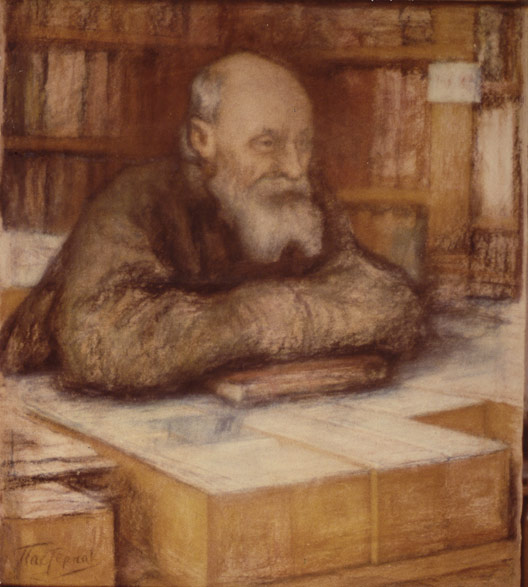
Nikołaj Fiodorow

Do jego utworzenia przyczynił się pod koniec XIX wieku Nikołaj Fiodorow. Idea „wspólnego czynu” Fiodorowa głosiła konieczność wskrzeszenia zmarłych przodków oraz stworzenia uniwersalnej utopii we wszechświecie, tak w sensie duchowym, jak naukowo-technologicznym. Według niego, realizacja tego projektu powinna stanowić dla ludzkości imperatyw moralny i spełnienie jednego z głównych założeń kosmizmu jakim jest twórcze, konstruktywne przekształcanie świata i otaczającej jednostkę rzeczywistości.

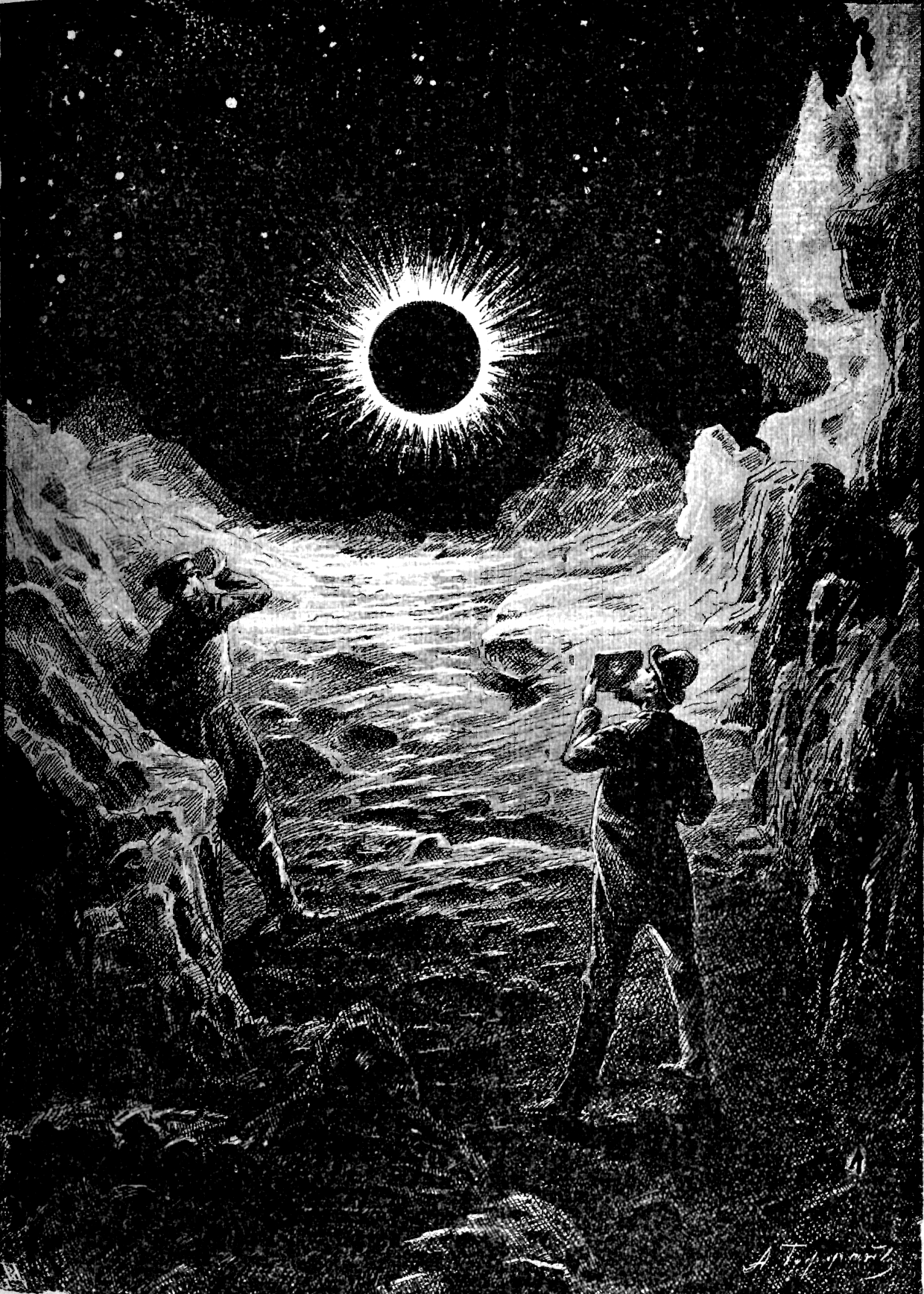
Ilustracja do edukacyjnej opowieści science fiction Ciołkowskiego Na Księżycu (1893)

Inne koncepcje wspólne dla rosyjskich kosmistów to m.in.:
- wiara w nierozerwalną relację między człowiekiem a kosmosem, kosmiczny wymiar ludzkiej egzystencji i organiczny związek wszystkich bytów we wszechświecie;
- wiara w nieograniczone możliwości nauki i technologii kosmicznej, które umożliwią eksplorację i kolonizację całego wszechświata;
- obecność istoty wyższej kierującej wszechświatem;
- dążenie do poznania ostatecznej prawdy oraz całkowitej integracji wiedzy za pomocą metod wywodzących się z ezoterycznych i okultystycznych źródeł;
- powstanie nowych form życia oraz noosfery.

Rosyjski kosmizm łączy w sobie elementy światopoglądu narodowego, na przykład koncepcji „rosyjskiej duszy”, autokracji, prawosławia i innych ideałów słowianofilskich, oraz światopoglądu zachodnioeuropejskiego, promującego wdrożenie wartości racjonalizmu, empiryzmu i pozytywizmu w sferach życia publicznego. Mimo że rosyjski kosmizm uważany jest w zasadzie za zapomnianą tradycję intelektualną, zdaniem krytyków ruch ten przyczynił się do powstania i ukształtowania narodowej ideologii ery kosmicznej, zwłaszcza biorąc pod uwagę wpływ utopii technologicznych, mistycyzmu i okultyzmu na współczesne obszary kultury.
Ponieważ doktryna kosmizmu znajduje swój wyraz w wielu aspektach: zarówno metafizycznym, epistemologicznym, etycznym, antropologicznym, jak też w filozofii przyrody i nauki, w filozofii rosyjskiej zwykle wyróżnia się tzw. „kosmizm religijny”, reprezentowany przez myślicieli głoszących ideę wszechjedności oraz „kosmizm naukowy” lub „przyrodniczy”, występujący w twórczości filozofujących uczonych – przede wszystkim K. Ciołkowskiego, W. Wiernadskiego. Rozróżnia się także kosmizm „artystyczny”, kosmizm „mistyczny” oraz „egzystencjalno-eschatologiczny”.
Rosyjski kosmizm posiada swój odpowiednik w postaci amerykańskiego kosmizmu.